# Edamerost
Edamerost är en ost som härstammar från orten Edam, nära Amsterdam, i Nederländerna. Beteckningen "Edam Holland" är namnskyddad, men kopior av osten tillverkas i andra länder under snarlika namn. Osten är traditionellt klotformad och paketerad i röd paraffin, men även gult paraffin förekommer.
Edamerosten är mycket mild i smaken, och avger nästan ingen lukt jämfört med andra traditionella ostar. Som de flesta andra hårdostar kan den lagras upp till 10 månader beroende på vilken smak som eftersträvas. Den brukar användas till julen och räknas ofta som en självklarhet på det svenska julbordet.
Den svenska röda varianten Edamer doppades i rött vax och blev omslagen med ett gul-orange folie. Den bytte 1980 namn till Koggost.